# Jussecourt-Minecourt
Jussecourt-Minecourt é uma comuna francesa na região administrativa do Grande Leste, no departamento de Marne. Estende-se por uma área de 8.92 km², e possui 206 habitantes, segundo o censo de 2018, com uma densidade de 23 hab/km².